# 600 г. пр.н.е.

## Събития

### В Азия

#### Във Вавилония
- Навуходоносор II (605 – 562 г. пр.н.е.) е цар на Вавилония.[1]
- След миналогодишната военна кампания, през тази година царят остава във Вавилон, където възстановява и превъоръжава войската си.[2]

#### В Мидия
- Киаксар (625 – 585 г. пр.н.е.) е цар на Мидия.[3]

### В Африка

#### В Алжир
- Около тази година в днешен Алжир е основана картагенската колонията Типаса.[4]

#### В Египет
- Фараон на Египет е Нехо II (610 – 595 г. пр.н.е.).[5]

#### В Киренайка
- Датирането на най-ранния запазен археологически материал показва, че около тази година преселници от остров Тера основават колонията Аполония.[6]

### В Европа
- В Гърция се провеждат 45-тe Олимпийски игри:
  - Победител в дисциплината бягане на разстояние един стадий става Антикрат от Епидавър.[7]
- Около тази година е завършено строителството на Храма на Хера в Олимпия.[8]
- Клистен (управлявал ок. 600 – 560 г. пр.н.е.) става тиран на Сикион.[9]
- Около тази година фокейците основават колонията Масалия.[6]
- Около тази година преселници от Милет основават колонията Пантикапей.[10]
- Около тази година преселници от Коринт основават колонията Потидея.[11]

## Родени
- Пизистрат, древногръцки политик и тиран на Атина (умрял 528/527 г. пр.н.е.)